# الدوري التشيكوسلوفاكي 1979–80
الدوري التشيكوسلوفاكي 1979–80 هو الموسم 73 من الدوري التشيكوسلوفاكي ‏. أشرف على تنظيمه اتحاد جمهورية التشيك لكرة القدم، وكان عدد الأندية المشاركة فيه 16، وفاز فيه بانيك أوسترافا.